# 伊藤龍太郎
伊藤 龍太郎（いとう りゅうたろう、1911年〈明治44年〉10月19日 - 没年不明）は、昭和から平成時代の政治家。実業家。兵庫県川西市長（6期）。

## 経歴
三重県出身。1935年（昭和10年）京都帝国大学工学部機械学科卒業。大日本紡績に入り、1939年（昭和14年）入隊、1945年（昭和20年）除隊とともに退社。
1951年（昭和26年）日本精密機械工作社長、1960年（昭和35年）川西市商工会専務理事などを経て、1966年（昭和41年）の市長選で当時の小笠原新三郎市長を破って初当選。このとき、選挙ポスターで二連で並べて掲示すると公職選挙法の規定よりも上回るサイズのポスターになるのを使用し、陣営関係者が有罪判決を受けている。以後川西市長に6選、川西市ライオンズクラブ会長を務めた。
1990年（平成2年）に引退後、在任当時の建設汚職が発覚。住友建設から200万円を受け取った収賄容疑で逮捕された。

## 栄典
勲章等
- 1990年（平成2年） - 勲三等旭日中綬章[6]（勲六等からの昇叙[7]）
  - 2001年（平成13年）10月23日返上[8]